# 우봉현
우봉현은 고구려 때 우잠(牛岑)군, 신라 경덕왕 때 우봉군으로 고쳤다. 1395년 현이 되었고 1652년에 강음현과 합쳐 금천군이 되었다.